# Зелікович Антоніна Вікторівна
Зелікович Антоніна Вікторівна (4 березня 1958) — російська академічна веслувальниця.
Срібна призерка Олімпійських Ігор 1980 (одиночки), 1988 (парні четвірки) років, бронзова призерка 1992 року в складі парної четвірки.
Чемпіонка світу 1981, 1982 років у складі парної двійки, срібна призерка 1983 (парні двійки), 1985 (парні четвірки) років, бронзова призерка 1986 (одиночки), 1987 (парні четвірки) років.